# Лагенария обыкновенная
Лагена́рия обыкнове́нная, или Горля́нка, или Горлянка обыкновенная, или Тыква горлянка или Тыква бутылочная, или Лагенария змеевидная, или Огурец индийский, или Кабачок вьетнамский, или Калабас (калебаса, калабаш) (лат. Lagenária sicerária) — однолетняя ползучая лиана семейства Тыквенные, вид рода Лагенария (Lagenaria). Культивируется ради плодов, которые используются для различных целей. Молодые плоды употребляются в пищу, особенно длинноплодных форм, зрелые плоды бутылевидных плодов используются чаще всего в качестве сосудов, а также при изготовлении фаллокриптов и музыкальных инструментов.

## Ботаническое описание
Выделяют два основных подвида отличающихся первоначальным ареалом распространения, листьями, размером цветов, окраской семян, формой плодов:
- Lagenaria siceraria subsp. asiatica — распространена была в Азии и Полинезии, плоды бутылковидные вытянутые, разделённые контуром посередине;
- Lagenaria siceraria subsp. siceraria — распространена была в Африке и в Америке, плоды вытянутые в виде горна.

Скорость роста стебля составляет 20-25 см в сутки. Вегетационный период от всходов до плодоношения составляет 140-160 дней.
Цветки крупные, белые, трубчатые, раздельнополые, имеют неприятный запах. Располагаются одиночно в пазухах листьев. Раскрываются ночью, закрываются через 8-20 часов. Опыление происходит бражниками: (лат. Hippotion celerio) и (лат. Gorgyra johnstoni).
Плоды в зависимости от подвида и сорта длиной от 30 см до 2,2 м, вес до 32 кг (рекорд составляет 150 кг). Количество плодов с одного растения до 10. Форма различна: сплюснутые, шаровидные, грушевидные, цилиндрические, бутылковидные, змеевидные. При отрезании части растущего плода со стороны конца, он рубцуется и растёт дальше. При биологической зрелости кора плодов становится прочной деревянистой, водонепроницаемой, мякоть высыхает. Толщина коры плода у овощных цилиндрических форм 4-5 мм, у декоративных бутылочных форм достигает 15 мм. Масса 100 семян составляет 150-220 г. Рост плодов у цилиндрических форм до 10 см в сутки в длину, при этом рост продолжается даже при отрезании части плода, место среза зарубцовывается.
Листья пятиугольные, гофрированные.
| |  |  |  |  |
| Цветы; Семена Lagenaria siceraria var. peregrina; Побег с листьями; Молодые плоды; Плод лагенарии на витрине |  |  |  |  |

|                     |  |  |  |  |  |  |
| Разные формы плодов |  |  |  |  |  |  |

## Распространение и среда обитания

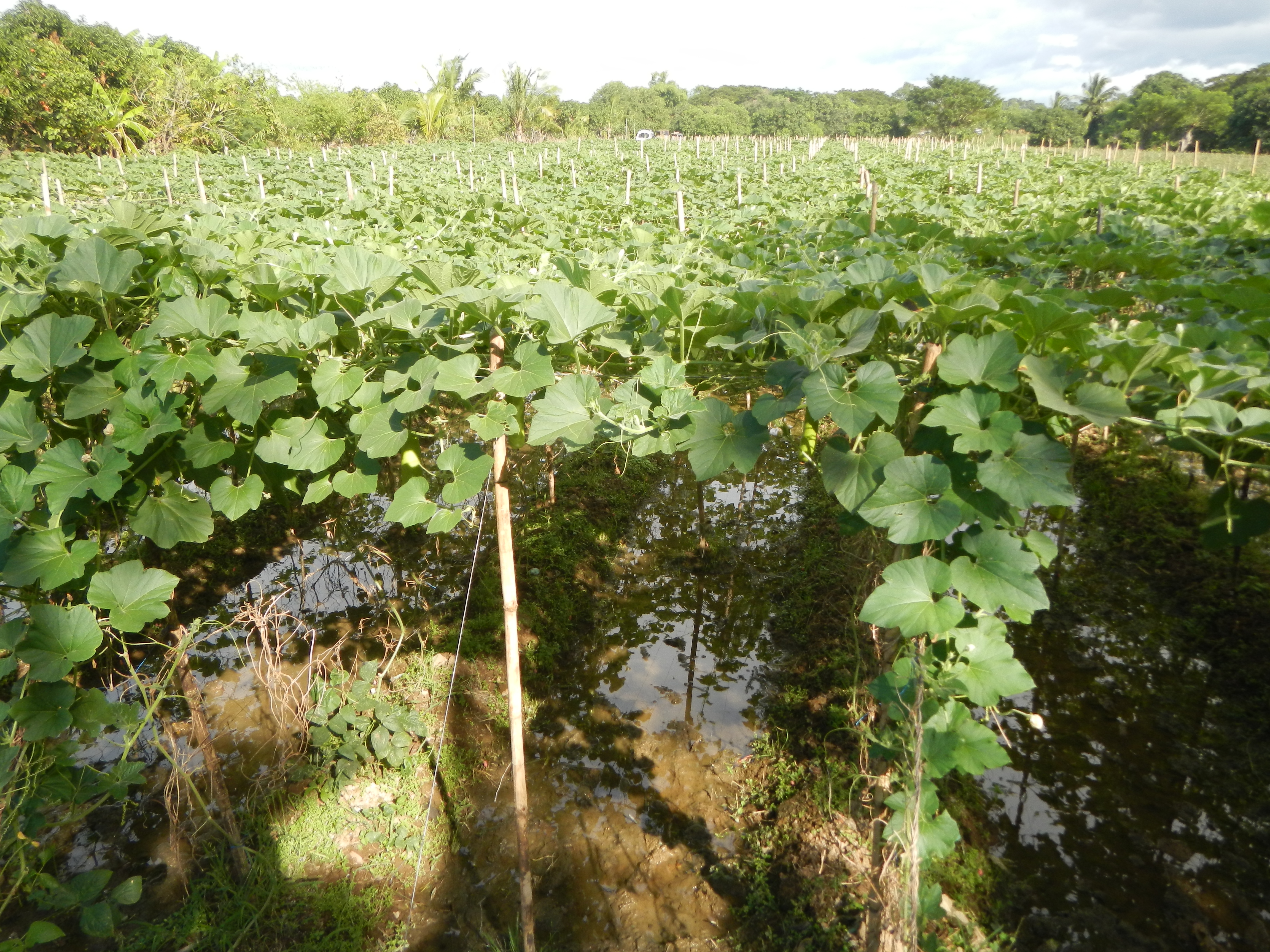
Плантация лагенарии

Родиной считается Африка, территория современного Зимбабве. Откуда распространилась через Среднюю Азию в Китай. Обладая водонепроницаемостью, прочной стенкой и плавучестью, плоды морскими течениями попадали и на американские континенты. В культуре людьми лагенария обыкновенная в качестве посуды использовалась ещё до применения глиняной посуды и обнаруживалась в раскопках датируемыми 4000 лет до н.э.
Горлянку обычно выращивают в тропических или субтропических зонах, таких как Африка, Южная Америка или Китай.
В культуре в условиях средней полосы России лагенарию обыкновенную можно выращивать только рассадным способом и в условиях парников и теплиц.

## Хозяйственное значение и применение
Незрелые плоды (достигшие 15 см в длину) употребляют в пищу, по вкусу напоминают кабачки. Используют как в сыром виде (завязи), так и для приготовления блюд и консервирования в фазе молочной спелости. Из семян зрелых плодов получают масло. Семена обладают глистогонным действием. Растение может использоваться как подвой для огурцов и арбузов.
Зрелые плоды округлых и кувшиновидных подвидов и сортов используются в качестве сосуда для хранения пищи или воды, из плодов меньших размеров делают сосуды для питья. Также используются для изготовления ряда музыкальных инструментов: ко́ра, хулусы, балафон, гуиро, маракас, шекере. Плоды, обычно украшаемые выжженным или нарезным узором, в Южной Америке используется для заваривания и питья мате с помощью бомбильи.

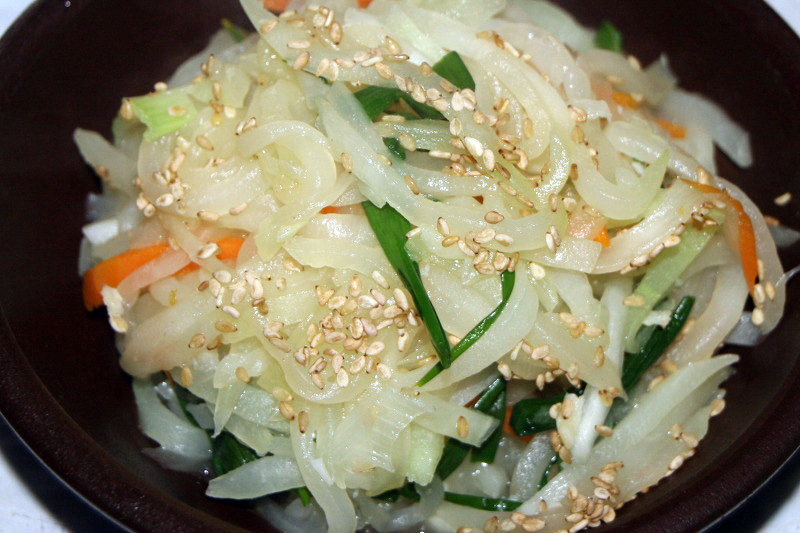
Салат из плодов лагенарии длинноплодной
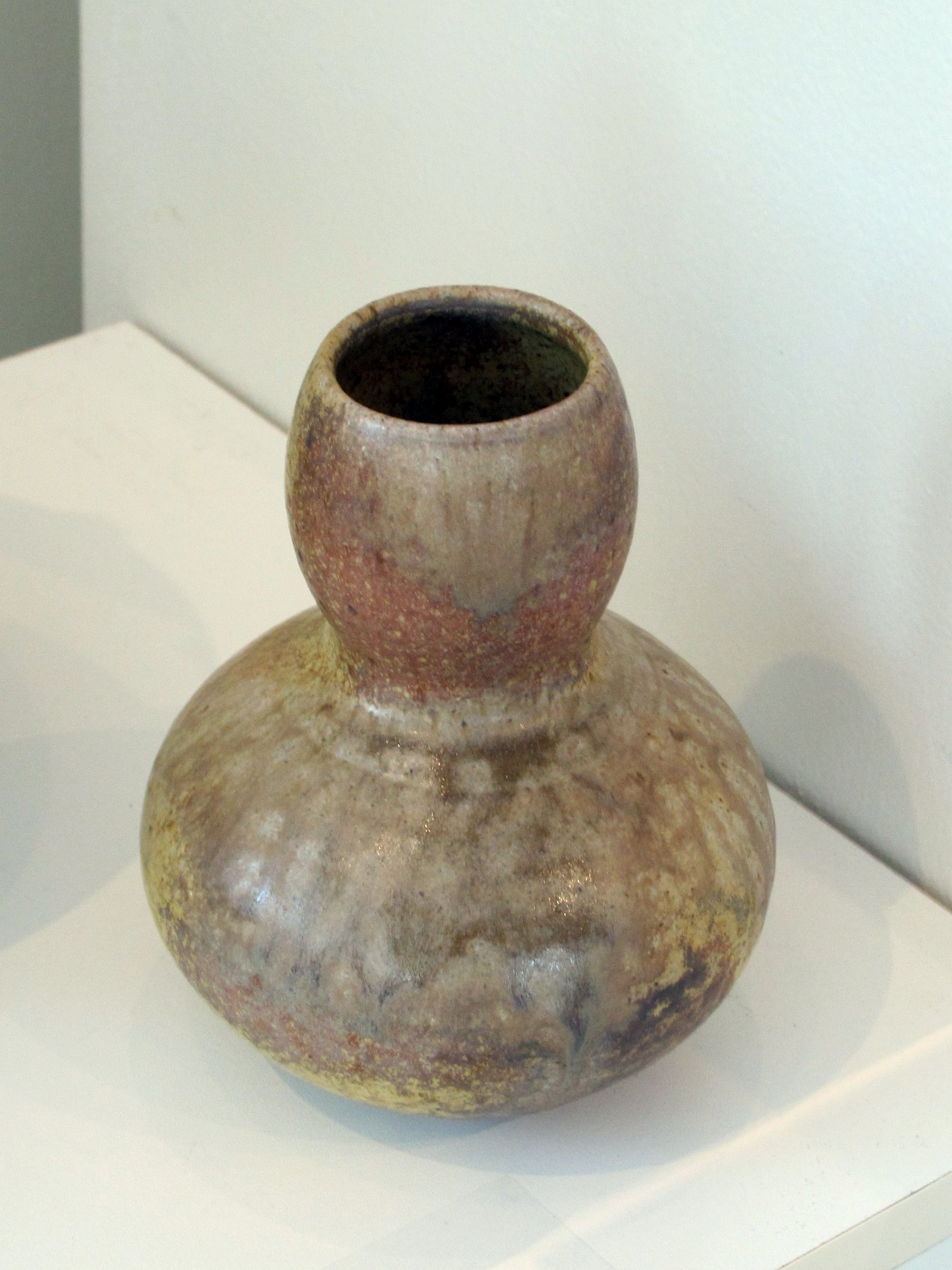
Ёмкость из высушенного плода
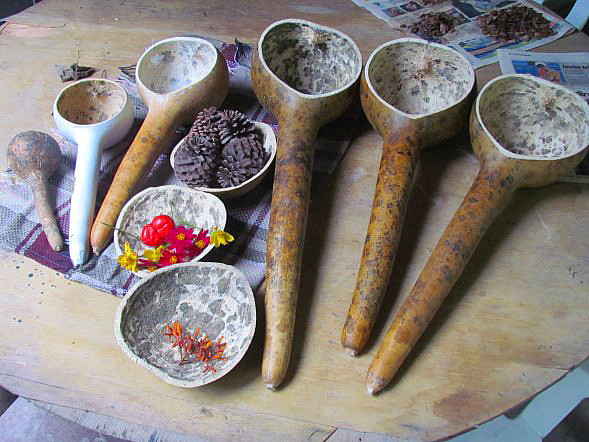
Ковши из плодов лагенарии
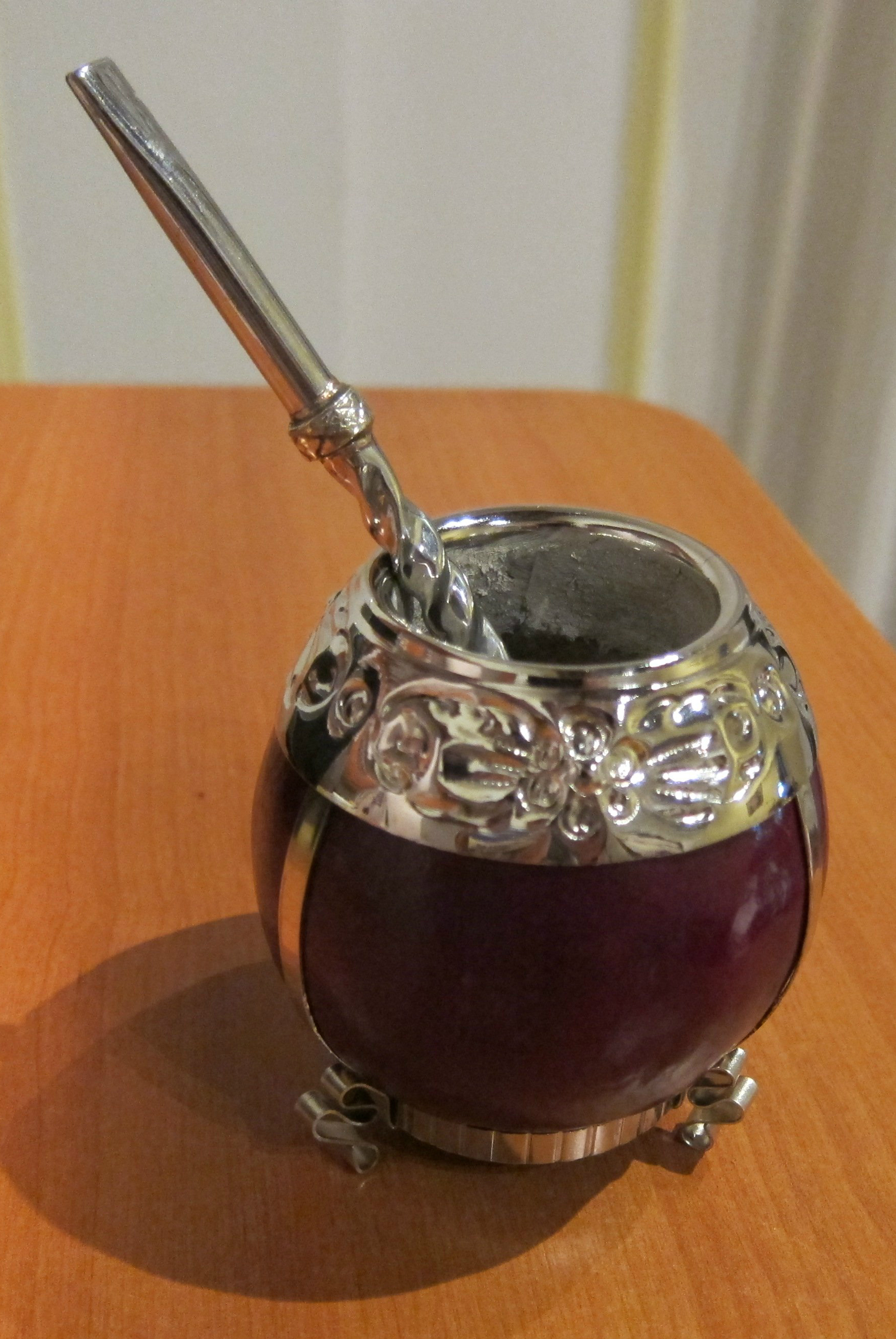
Калебас для мате
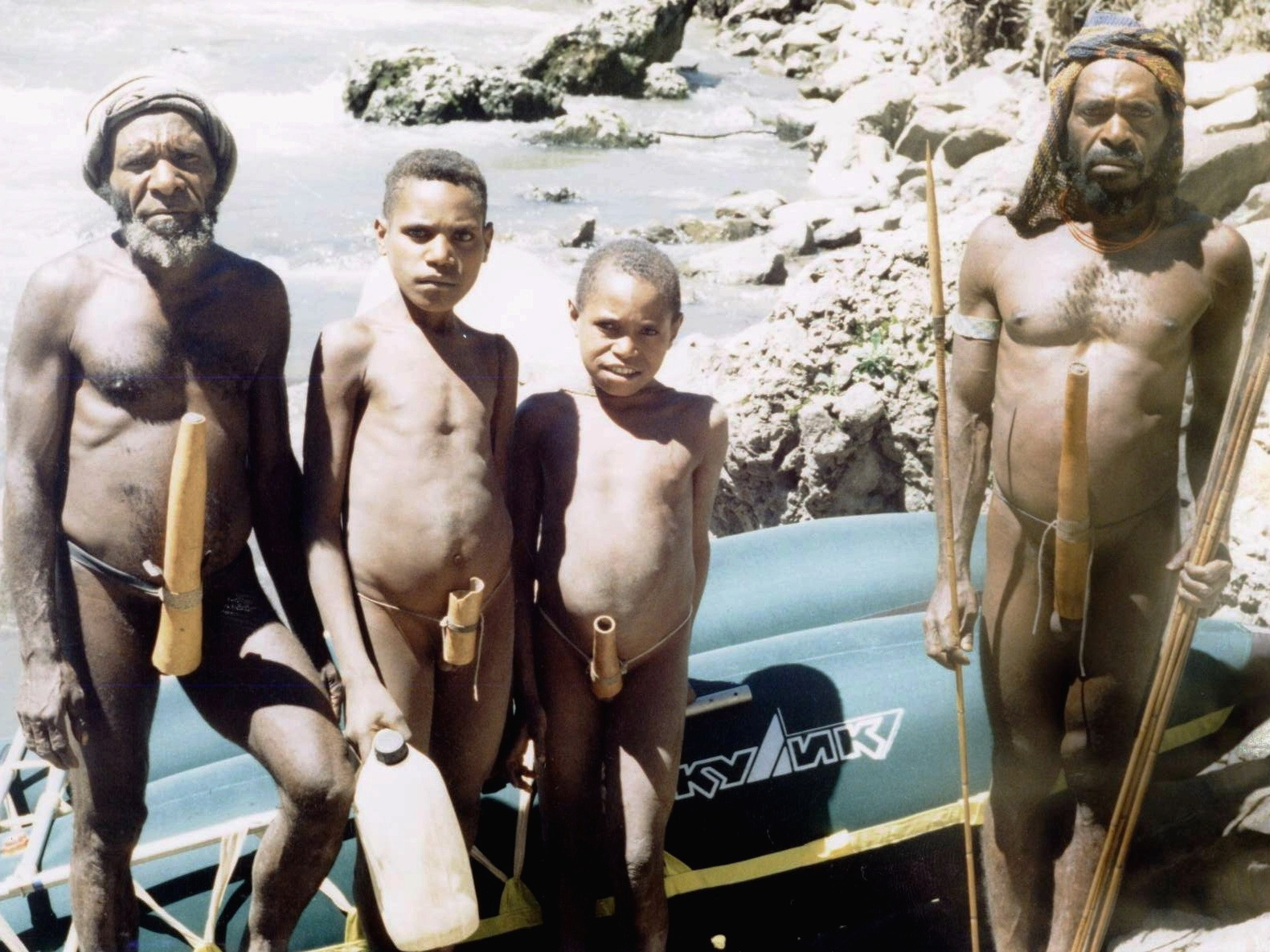
Котека из высушенных плодов лагенарии
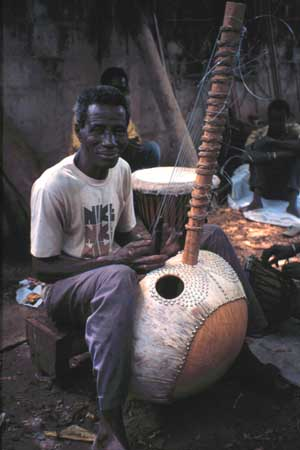
Резонатор ко́ры сделан из сухого плода лагенарии
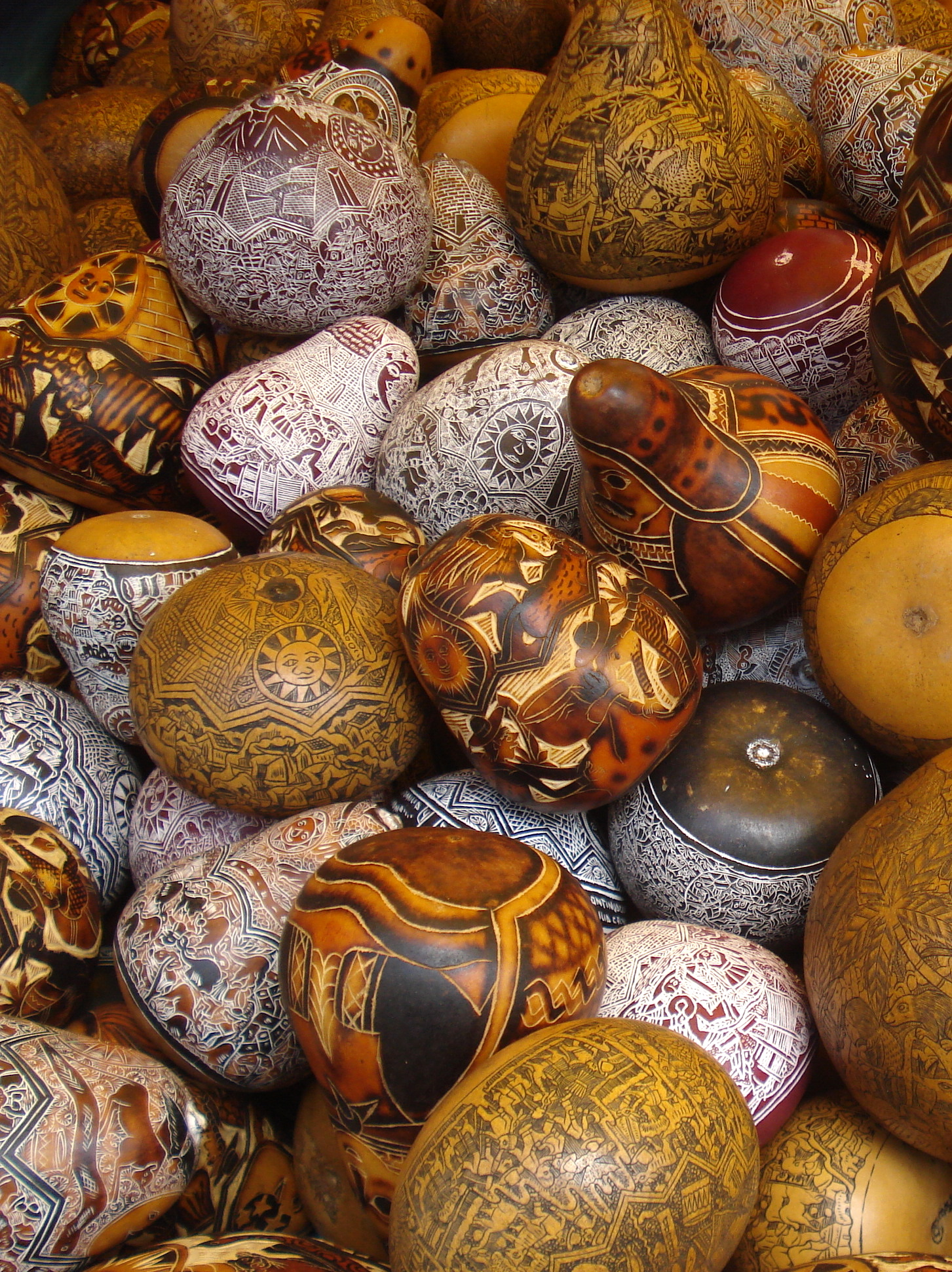
Роспись узоров на плодах лагенарии (Перу)
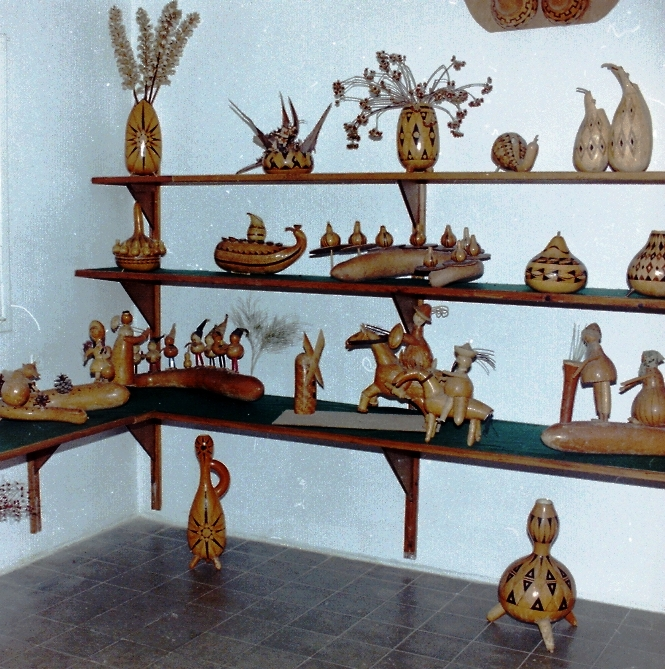
Поделки из плодов лагенарии (Израиль)

Стебли могут использоваться для плетения.

## Лагенария обыкновенная в искусстве

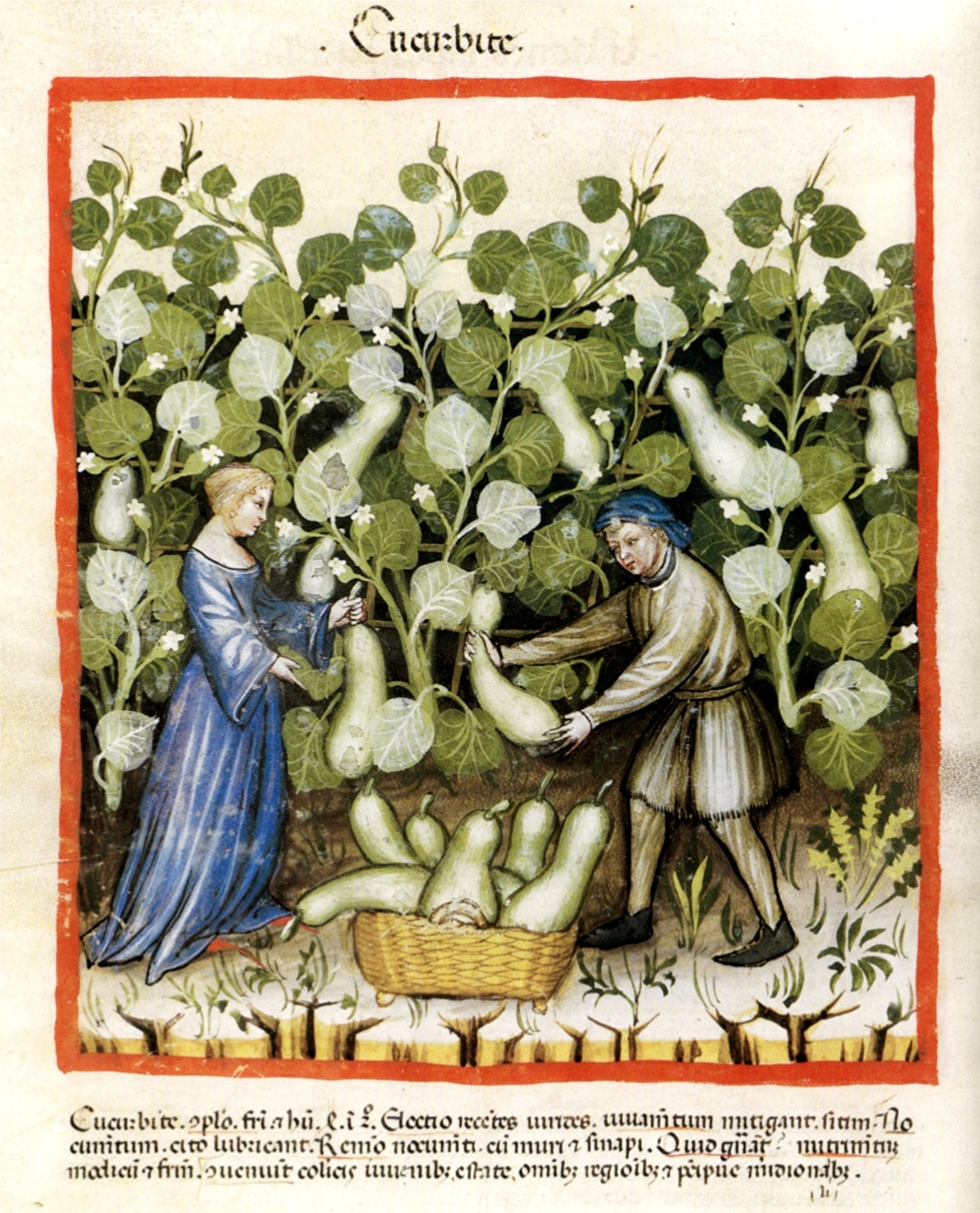
Страница Tacuinum sanitatis. 1390 г.

Лагенария довольно широко изображалась художниками как овощ, так и изделия из него. В частности в:
- манускриптах Julian Anivia Codex (1503-1508 гг.) и в Tacuinum sanitatis;
- фресках виллы Фарнезина (1515-1518 гг.);
- поэзии японского поэта Басё: антология «Тыква-горлянка» (1690);
- картинах: Андреа Мантенья — «С Рождеством католиков. Поклонение волхов» (1450 г.); Питера Артсена — «Женщина на овощном рынке» (1567 г.); Джузеппе Арчимбольдо — «Времена года. Осень» (1591-1592 гг.); Микеланджело Меризи да Караваджо — «Фрукты» (1599 г.), «Фрукты, овощи, цветы» (1602 г.); Иоахима Эйтевала — «Лот с дочерьми» (1600 г.); Хендрика Гольциуса — «Лот с дочерьми» (1616 г.); Франса Снейдерса — «Филопемен», «Овощная лавка», «Фруктовая лавка», «Овощи и фрукты» (1618-1621 гг.); Диего Родригеса де Сильва-и-Веласкеса — «Карлик дон Жуан Калабаза, называемый Калабазилла» (1638 г.); Якопо да Эмполи — «Натюрморт» (1625 г.); Питера Пауль Рубенса — «Статуя Цереры», «Церера и Пан» (1640 г.); Гербрандта Янса ван ден Экхаута — «Молитва отшельника» (1663 г.), «Дети в парке» (1671 г.); Давида Тенирса Младшего — «Пастушок» (1670 г.), «Встреча святых Антония Великого и Павла» (1682 г.); Верещагина В. В. — «Продавцы посуды в Узбекистане», «Дервиши в праздничных нарядах. Ташкент», «Хор дервишей, просящих милостыню. Ташкент», «Нищие в Самарканде» (1870 г.), «Торжествуют» (1872 г.), «У дверей мечети» (1873 г.);  Кузнецова Н. Д. — «Этюд к картине "На заработке"» (1883 г.), Джон Сингер Сарджент «Лагенарии» (1908 г.)

В аниме Наруто: Гаара использовал лагенарию как сосуд для песка.

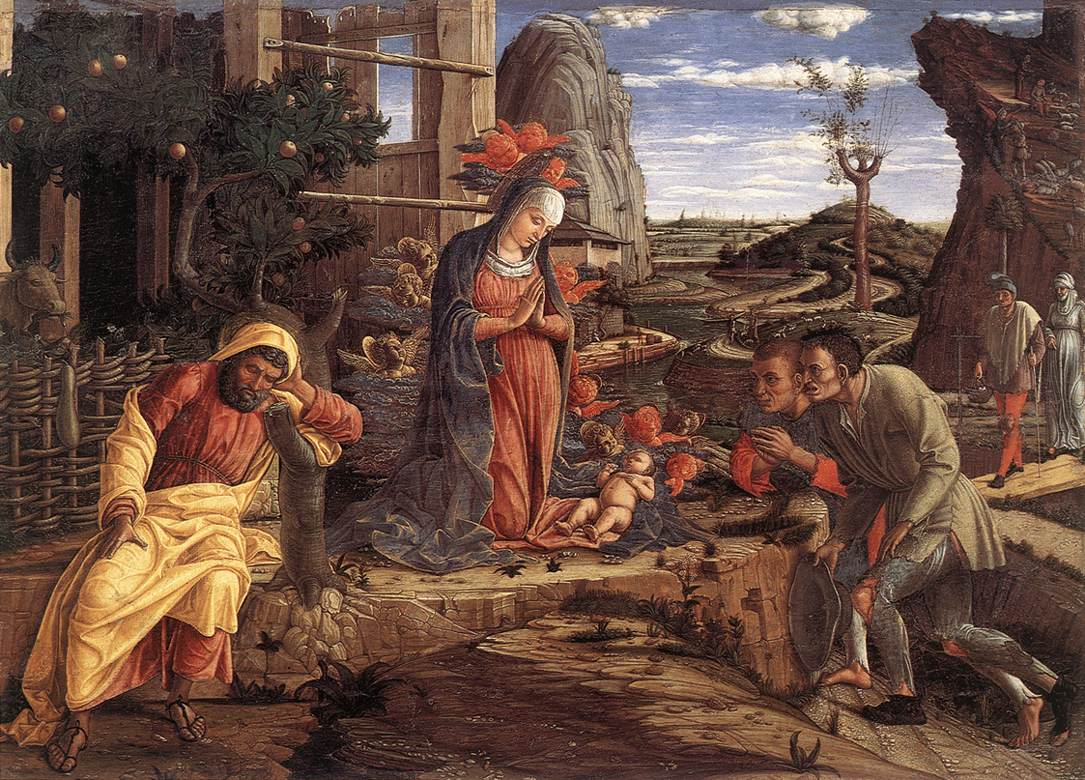
Андреа Мантенья — «С Рождеством католиков. Поклонение волхов» (слева на изгороди)
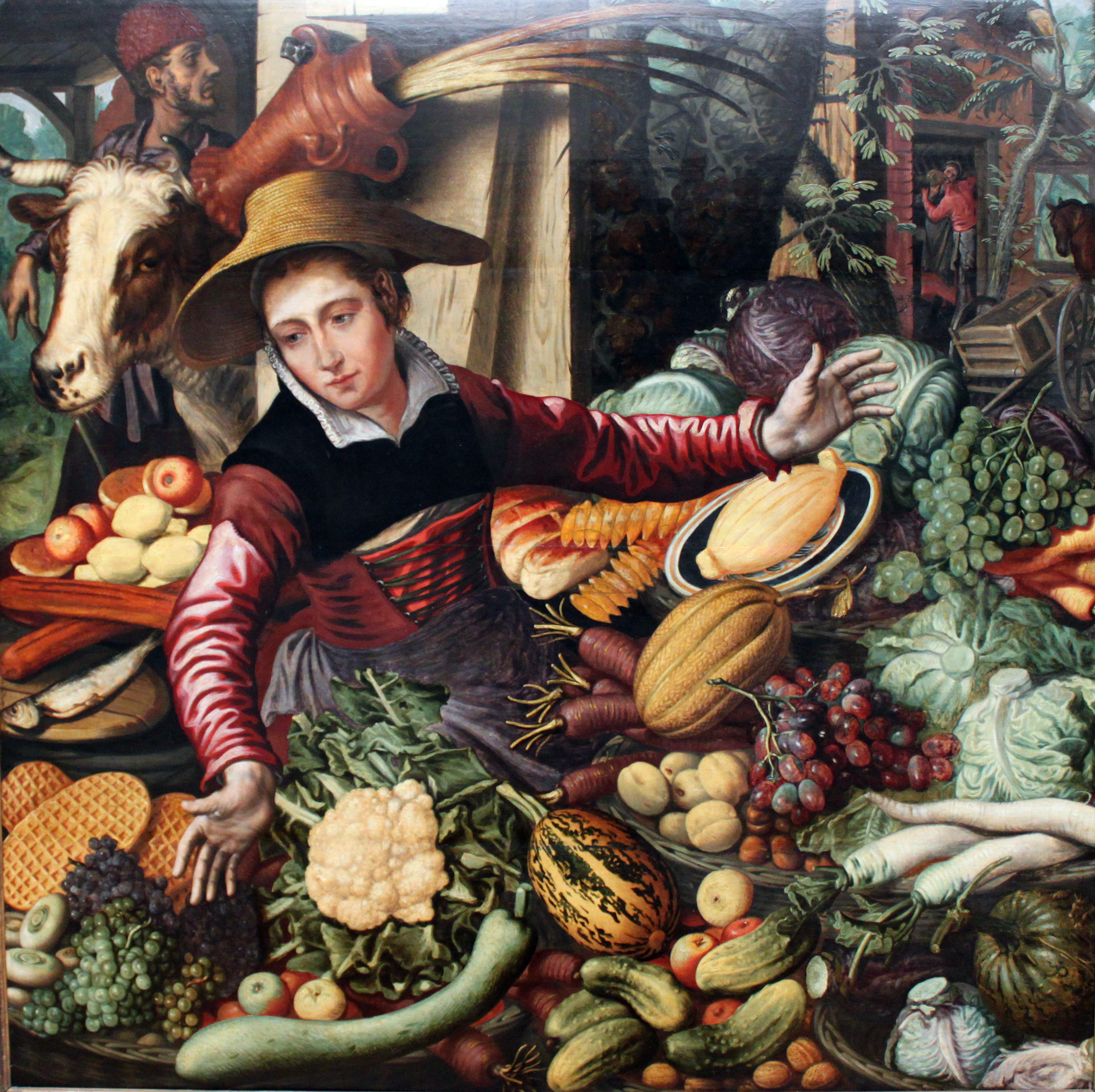
Питер Артсен — «Женщина на овощном рынке» (внизу слева)
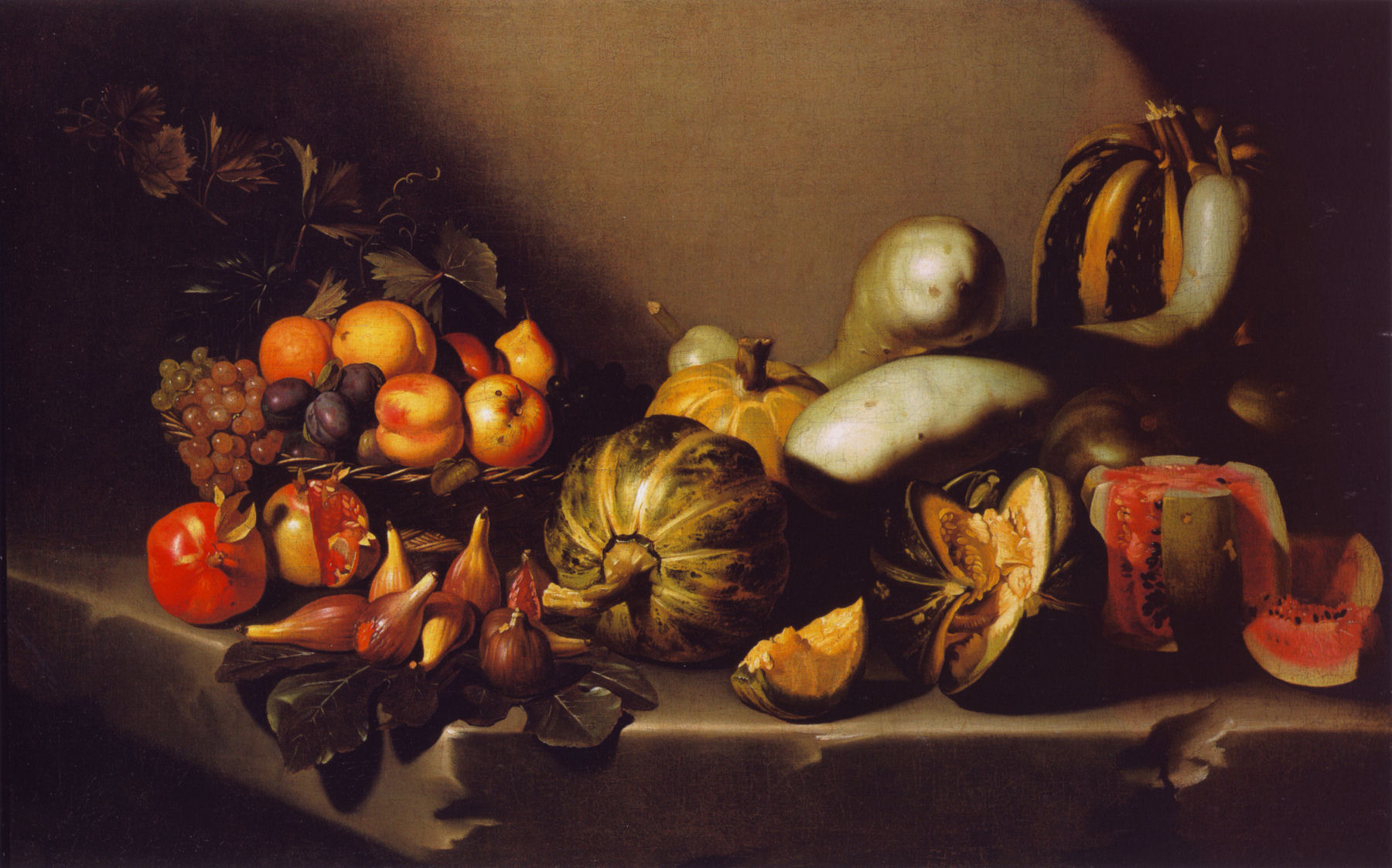
Караваджо «Фрукты» (посередине)
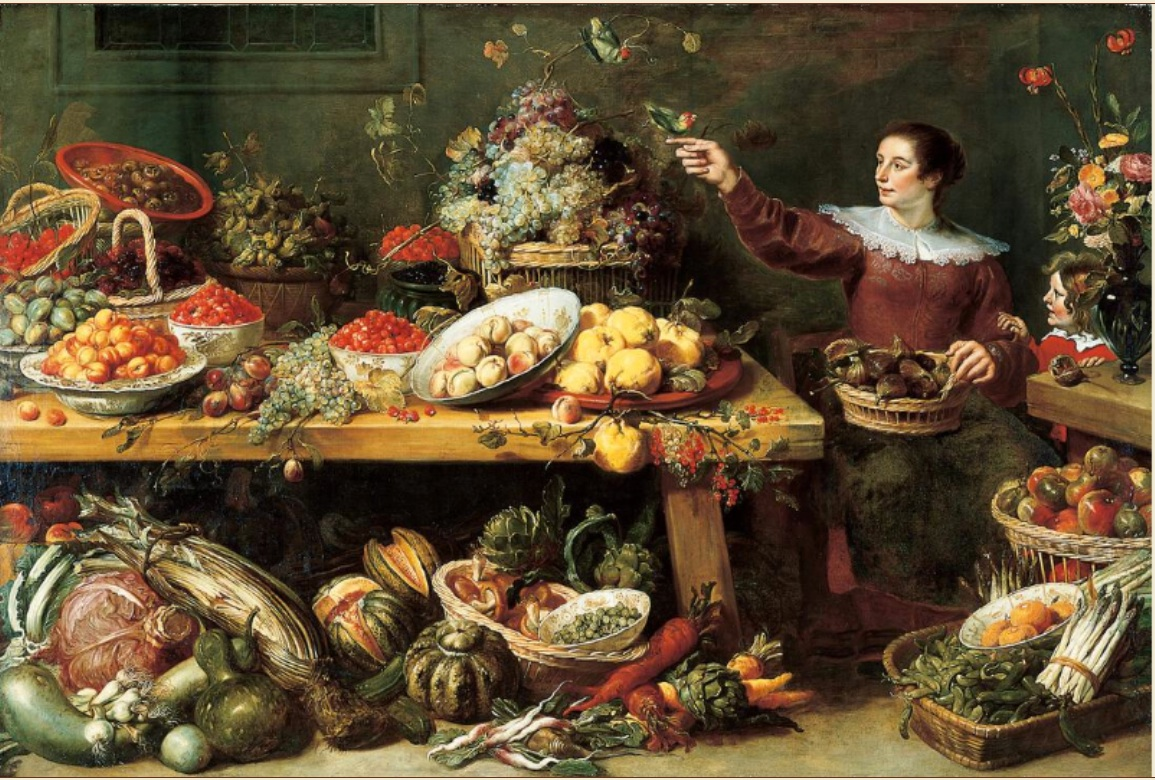
Ф. Снейдерс «Фруктовая лавка» (внизу слева)
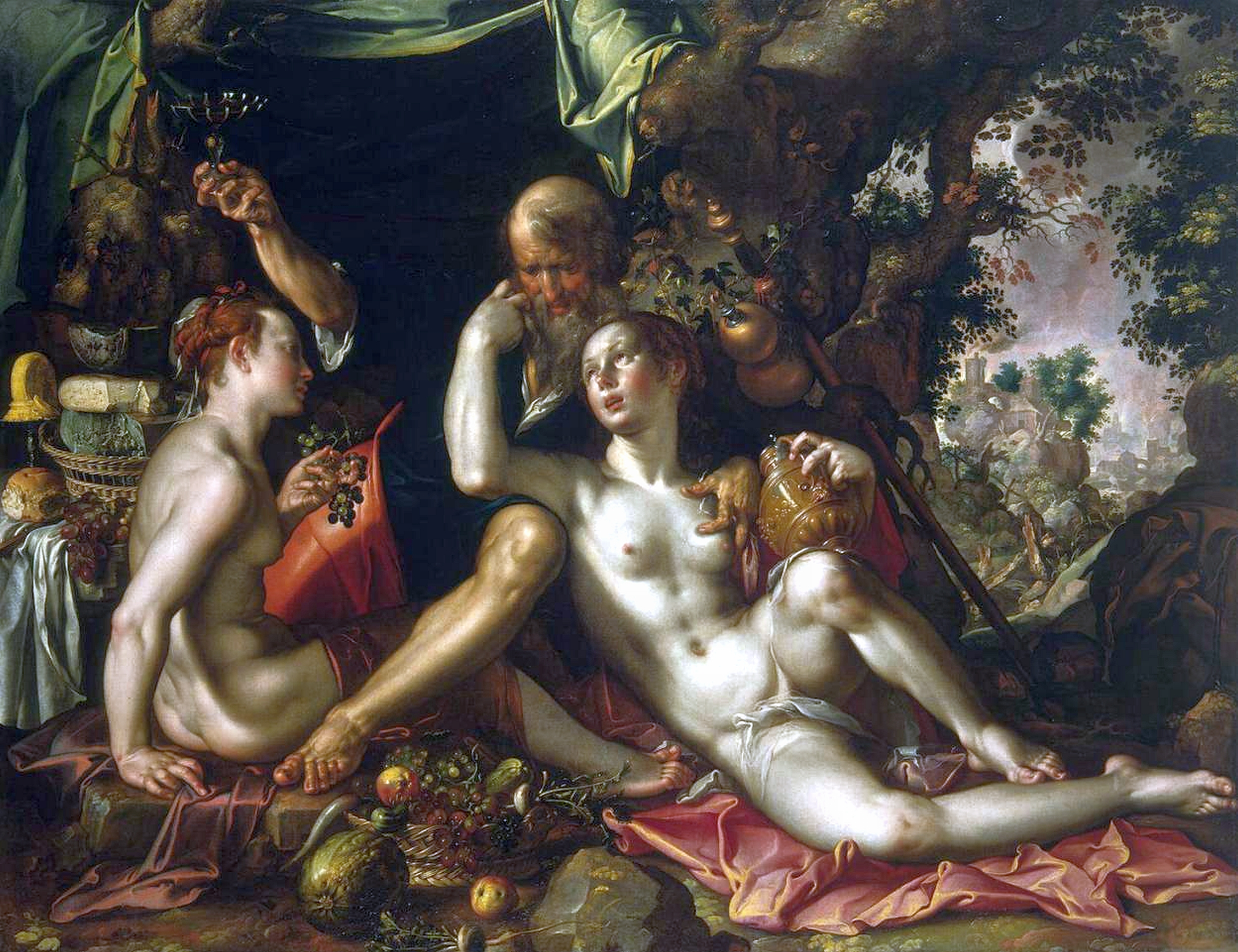
Иоахим Эйтевал «Лот с дочерьми» (посередине привязан к посоху)
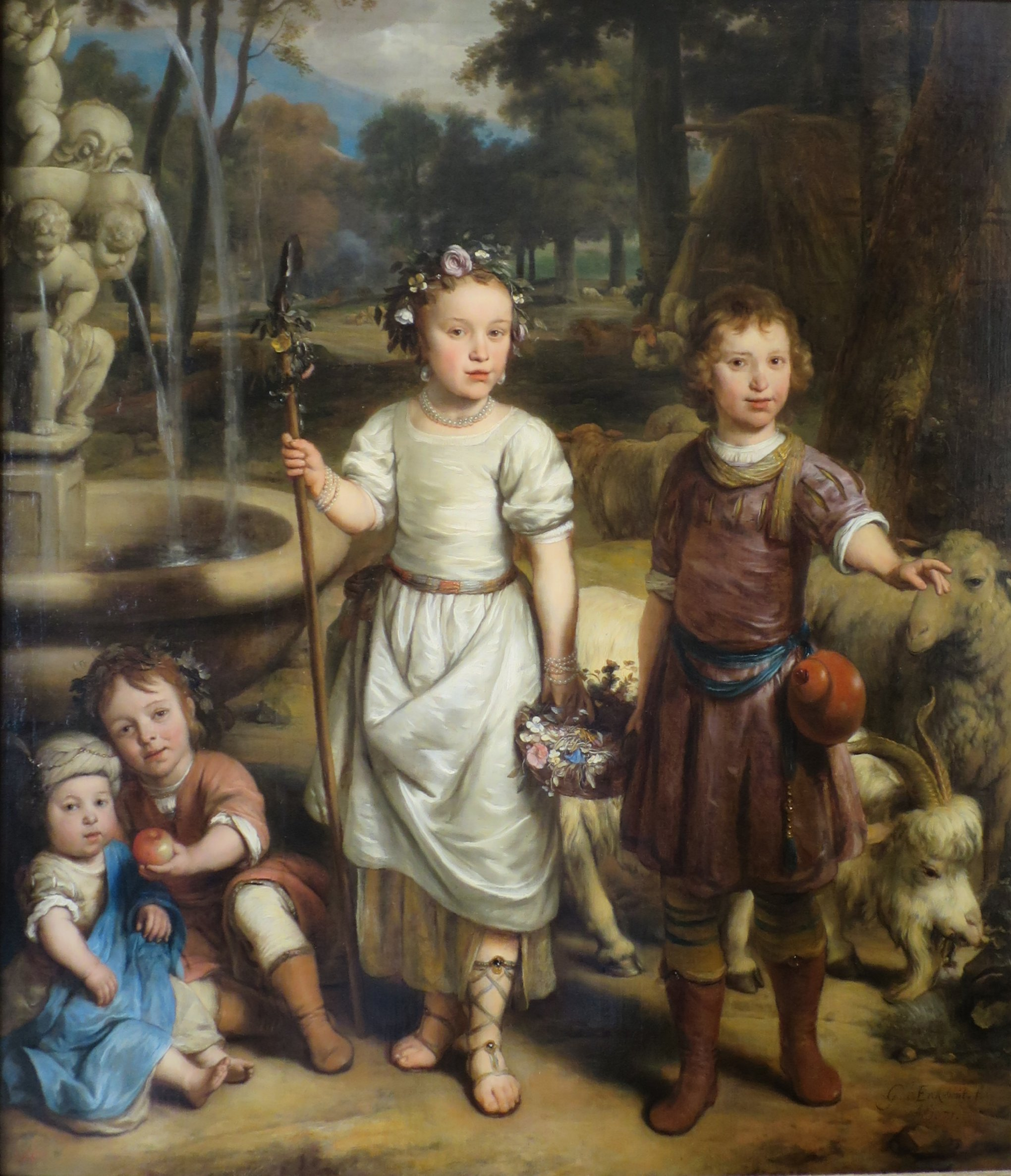
Гербрандт Экхаут «Дети в парке» (на поясе мальчика)
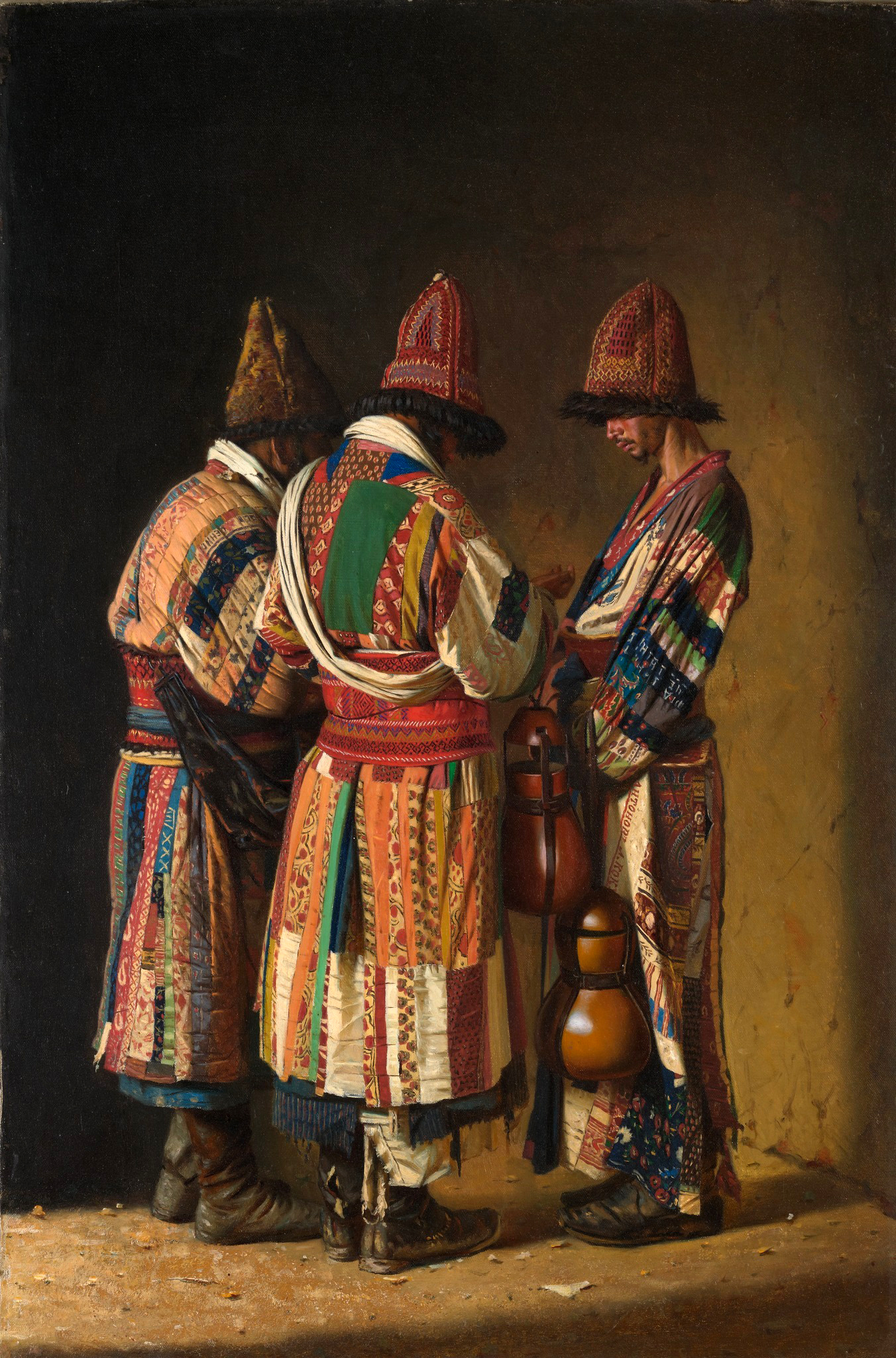
Верещагин В. В. «Дервиши в праздничных нарядах. Ташкент»
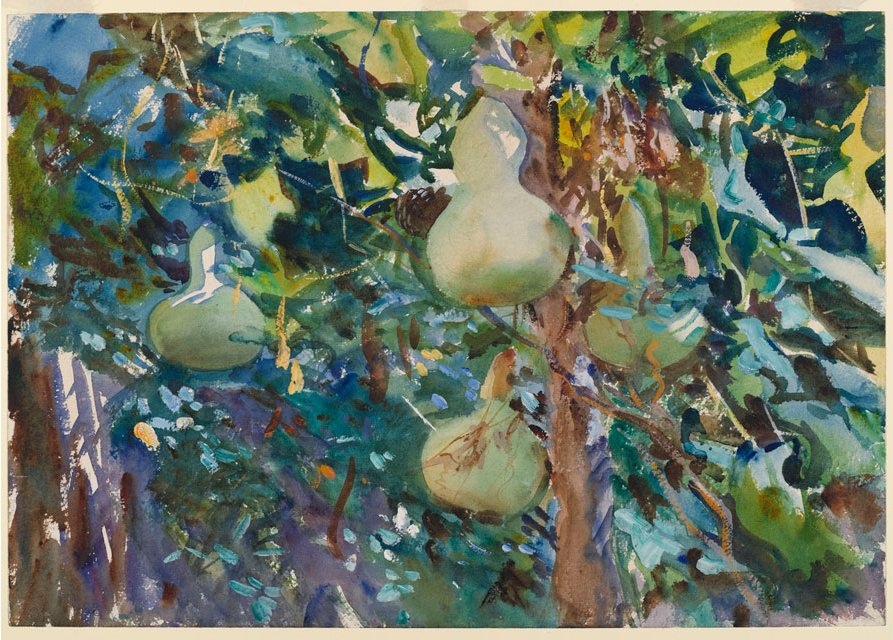
Джон Сингер Сарджент, «Лагенарии», 1908